# Eladio Ambite
Eladio Ambite Dorado es un exciclista profesional español, nacido el 2 de junio de 1969 en Torrejón de la Calzada (Madrid).
Fue profesional durante tres temporadas, todas ellas en el equipo Amaya Seguros, en las cuales consiguió una victoria. Destacó en su faceta como corredor gregario, siempre apoyando a sus jefes de filas.
Actualmente es preparador físico de ciclistas tanto profesionales como amateurs. Por sus manos han pasado corredores como Alberto Contador o José Ángel Gómez Marchante, entre muchos otros. Dentro de la preparación de ciclistas en España, goza de una gran popularidad.

## Palmarés
1991
- 1 etapa del Tour DuPont

## Equipos
- Amaya Seguros (1991-1993)